# Municipio de Pleasant Valley (condado de Fayette)
El municipio de Pleasant Valley (en inglés: Pleasant Valley Township) es un municipio ubicado en el condado de Grundy en el estado estadounidense de Iowa. En el año 2010 tenía una población de 284 habitantes y una densidad poblacional de 3,08 personas por km².

## Geografía
El municipio de Pleasant Valley se encuentra ubicado en las coordenadas 42°30′47″N 92°50′58″O / 42.51306, -92.84944. Según la Oficina del Censo de los Estados Unidos, el municipio tiene una superficie total de 92.12 km², de la cual 92,12 km² corresponden a tierra firme y (0 %) 0 km² es agua.

## Demografía
Según el censo de 2010, había 284 personas residiendo en el municipio de Pleasant Valley. La densidad de población era de 3,08 hab./km². De los 284 habitantes, el municipio de Pleasant Valley estaba compuesto por el 99,65 % blancos y el 0,35 % eran de una mezcla de razas. Del total de la población el 0,7 % eran hispanos o latinos de cualquier raza.